# Handobokivka, Semenivka
Handobokivka (în ucraineană Хандобоківка) este un sat în comuna Orlîkivka din raionul Semenivka, regiunea Cernihiv, Ucraina.

## Demografie
Componența lingvistică a localității Handobokivka
     Ucraineană (100%)
Conform recensământului din 2001, toată populația localității Handobokivka era vorbitoare de ucraineană (100%).